# Willy Meyer
Willy Enrique Meyer Pleite (Madrid, 19 agosto 1952) è un politico spagnolo.
Dal 2004 al 2014 è stato Europarlamentare come rappresentante del partito Sinistra Unita.